# 180141 Sperauskas
180141 Sperauskas este un asteroid din centura principală de asteroizi.

## Descriere
180141 Sperauskas este un asteroid din centura principală de asteroizi. A fost descoperit pe 26 martie 2003 la Moletai de Kazimieras Černis și Justas Zdanavičius. Asteroidul prezintă o orbită caracterizată de o semiaxă mare de 2,99 ua, o excentricitate de 0,04 și o înclinație de 10,5° în raport cu ecliptica.